# 河南省自治政府

河南省自治政府

河南省自治政府（かなんしょう-じちせいふ）は日中戦争期間中、日本軍が占領した河南省北部（豫北）に設置された自治政府。存続期間は5か月弱の短さで、中華民国臨時政府に吸収合併された。

## 沿革
1937年（民国26年）11月初旬、豫北の戦略拠点・安陽県を占領した日本軍は、これを彰徳県と改称し、同県に在住していた蕭瑞臣を県長に起用した。同月27日、彰徳を省会（省都）として豫北を管轄する河南省自治政府を創設し、併せて主席、秘書処及び各庁による行政機構を整備した。主席には、彰徳県長となったばかりの蕭が抜擢されている。
蕭瑞臣は当時、「呉佩孚配下の元・師長」「河南省の名望家」と喧伝されたが、その経歴を裏付ける資料は無い。実際は国民軍の岳維峻配下の営長だったとされ、豫北内外を問わず特段の名望家では無かった。
1938年（民国27年）4月20日、河南省自治政府は中華民国臨時政府に編入、河南省政府公署に改組された。蕭瑞臣は省長署理に重任している。

## 注
1. 1 2  甄(1991)、169-170頁。
2. ↑  甄(1991)、173頁。
3. ↑  「河南省自治政府成立」『同盟旬報』1巻16号、昭和12(1937)年11月下旬号、20頁。
4. ↑  赤松(1938)、286頁。「蕭主席決意を語る」『東京朝日新聞』昭和12(1937)年11月28日夕刊、1面。
5. ↑  臨時政府令、令字第176号、民国27年4月20日（『政府公報』中華民国臨時政府行政委員会公報処、1頁）
6. ↑  赤松(1939)、188頁。